# Токсьєр-Мютрі
Токсьє́р-Мютрі́ (фр. Tauxières-Mutry) — колишній муніципалітет у Франції, у регіоні Гранд-Ест, департамент Марна. Населення — 284 осіб (2011).
Муніципалітет був розташований на відстані близько 135 км на схід від Парижа, 25 км на північний захід від Шалон-ан-Шампань.

## Історія
До 2015 року муніципалітет перебував у складі регіону Шампань-Арденни. Від 1 січня 2016 року належав до нового об'єднаного регіону Гранд-Ест.
1 січня 2016 року Токсьєр-Мютрі і Лувуа було об'єднано в новий муніципалітет Валь-де-Лівр.

## Демографія
Динаміка населення (INSEE ):
Розподіл населення за віком та статтю (2006):
| Стать | Всього | До 15 років | 15-24 | 25-44 | 45-64 | 65-85 | Понад 85 |
| --- | ------ | ----------- | ----- | ----- | ----- | ----- | -------- |
| Чоловіки | 108    | 16          | 12    | 32    | 40    | 8     | 0        |
| Жінки | 160    | 52          | 16    | 40    | 32    | 20    | 0        |
| \| Статево-вікова піраміда \| Статево-вікова піраміда \| Статево-вікова піраміда \| \| ----------------------- \| ----------------------- \| ----------------------- \| \| Чоловіки \| Вік \| Жінки \| \| 0 \| 85 + \| 0 \| \| 0 \| 80-84 \| 8 \| \| 0 \| 75-79 \| 4 \| \| 0 \| 70-74 \| 4 \| \| 8 \| 65-69 \| 4 \| \| 8 \| 60-64 \| 12 \| \| 12 \| 55-59 \| 4 \| \| 12 \| 50-54 \| 4 \| \| 8 \| 45-49 \| 12 \| \| 8 \| 40-44 \| 8 \| \| 16 \| 35-39 \| 20 \| \| 8 \| 30-34 \| 12 \| \| 0 \| 25-29 \| 0 \| \| 12 \| 20-24 \| 4 \| \| 0 \| 15-20 \| 12 \| \| 4 \| 10-14 \| 8 \| \| 0 \| 5-9 \| 28 \| \| 12 \| 0-4 \| 16 \| |        |             |       |       |       |       |          |
| Статево-вікова піраміда |        |             |       |       |       |       |          |
| Чоловіки | Вік    | Жінки       |       |       |       |       |          |
| 0 | 85 +   | 0           |       |       |       |       |          |
| 0 | 80-84  | 8           |       |       |       |       |          |
| 0 | 75-79  | 4           |       |       |       |       |          |
| 0 | 70-74  | 4           |       |       |       |       |          |
| 8 | 65-69  | 4           |       |       |       |       |          |
| 8 | 60-64  | 12          |       |       |       |       |          |
| 12 | 55-59  | 4           |       |       |       |       |          |
| 12 | 50-54  | 4           |       |       |       |       |          |
| 8 | 45-49  | 12          |       |       |       |       |          |
| 8 | 40-44  | 8           |       |       |       |       |          |
| 16 | 35-39  | 20          |       |       |       |       |          |
| 8 | 30-34  | 12          |       |       |       |       |          |
| 0 | 25-29  | 0           |       |       |       |       |          |
| 12 | 20-24  | 4           |       |       |       |       |          |
| 0 | 15-20  | 12          |       |       |       |       |          |
| 4 | 10-14  | 8           |       |       |       |       |          |
| 0 | 5-9    | 28          |       |       |       |       |          |
| 12 | 0-4    | 16          |       |       |       |       |          |

## Економіка
2010 року серед 173 осіб працездатного віку (15—64 років) 140 були активними, 33 — неактивними (показник активності 80,9%, у 1999 році було 69,1%). З 140 активних мешканців працювало 136 осіб (74 чоловіки та 62 жінки), безробітними було 4 (0 чоловіків та 4 жінки). Серед 33 неактивних 16 осіб було учнями чи студентами, 9 — пенсіонерами, 8 були неактивними з інших причин.

У 2010 році в муніципалітеті числилось 104 оподатковані домогосподарства, у яких проживали 294,5 особи, медіана доходів виносила 25 133 євро на одного особоспоживача